# (34522) 2000 SH192
2000 SH192 (asteroide 34522) é um asteroide da cintura principal. Possui uma excentricidade de 0.10847220 e uma inclinação de 2.29910º.
Este asteroide foi descoberto no dia 24 de setembro de 2000 por LINEAR em Socorro.